# Bölkény Balázs
Bölkény Balázs (Miskolc, 1991. április 14. –) magyar színész.

## Életpályája
A Fényi Gyula Jezsuita Gimnázium és Kollégium tanulójaként érettségizett. A Pázmány Péter Katolikus Egyetem jogi szakán szerzett abszolutóriumot, majd 2015-2020 között a Kaposvári Egyetem színész szakán tanult, Cserhalmi György osztályában. 2020-2021 között a Pesti Magyar Színház tagja volt. 2021-től a Vígszínház színésze.

## Filmes és televíziós szerepei
- Frici & Aranka (2022) ...Karinthy Frigyes
- Doktor Balaton (2022) ...Recepciós
- Az unoka (2022) ...Főnök
- A Király (2022) ...Munkás
- Aranybulla (2022) ...Serviens hírnök
- Gólkirályság (2023) ...Beller
- Semmelweis (2023) ...Matróz
- A mi kis falunk (2024) ...Beller